# 里尼亚诺-弗拉米尼奥
里尼亚诺-弗拉米尼奥（義大利語：Rignano Flaminio），是意大利拉齐奥大区罗马首都广域市的一个市镇。总面积38.77平方公里，人口9370人，人口密度241.7人/平方公里（2009年）。ISTAT代码为058082。